# Витоки річки Губинихи
Витоки річки Губинихи — ландшафтний заказник місцевого значення. Заказник розташований поблизу селища Губиниха Самарівського району Дніпропетровської області.
Площа заказника — 117,0 га, створений у 2012 році.